# Красная площадь (Курск)
Кра́сная пло́щадь — центральная площадь Курска. Расположена в Центральном округе города.
От Красной площади берут начало улицы Ленина, Сонина, Луначарского, Дзержинского, пересекают улицы Марата и Урицкого.

## История
На месте Красной площади раньше располагалось более полусотни жилых домов и каменный Воскресенский храм. Всё эти строения были уничтожены пожаром 1781 года, в результате чего образовался большой пустырь. В 1782 году Екатерина II утвердила первый градостроительный план Курска, по которому на месте этого пустыря было решено устроить центральную площадь города. На месте парка имени 1 Мая в юго-восточной части площади в то время располагался оборонительный ров, окружавший остатки крепости XVII века. Крепость разобрали, ров засыпали и на выровненном месте сделали площадь, названную Красной, то есть красивой. На месте нынешнего Первомайского парка был устроен плац, здесь же стоял окружённый садом двухэтажный дом генерал-губернатора. Дом постепенно обветшал и был разобран в 1820-е годы. В 1881 году со стороны нынешнего Главпочтамта на народные деньги была сооружена часовня в память убитого императора Александра II. До 1918 года южная часть нынешней Красной площади называлась Знаменской, здесь проходила Знаменская ярмарка, устраивались военные парады местного гарнизона.

## Примечательные здания и сооружения

### Здания

#### Жилой дом (№ 2/4)

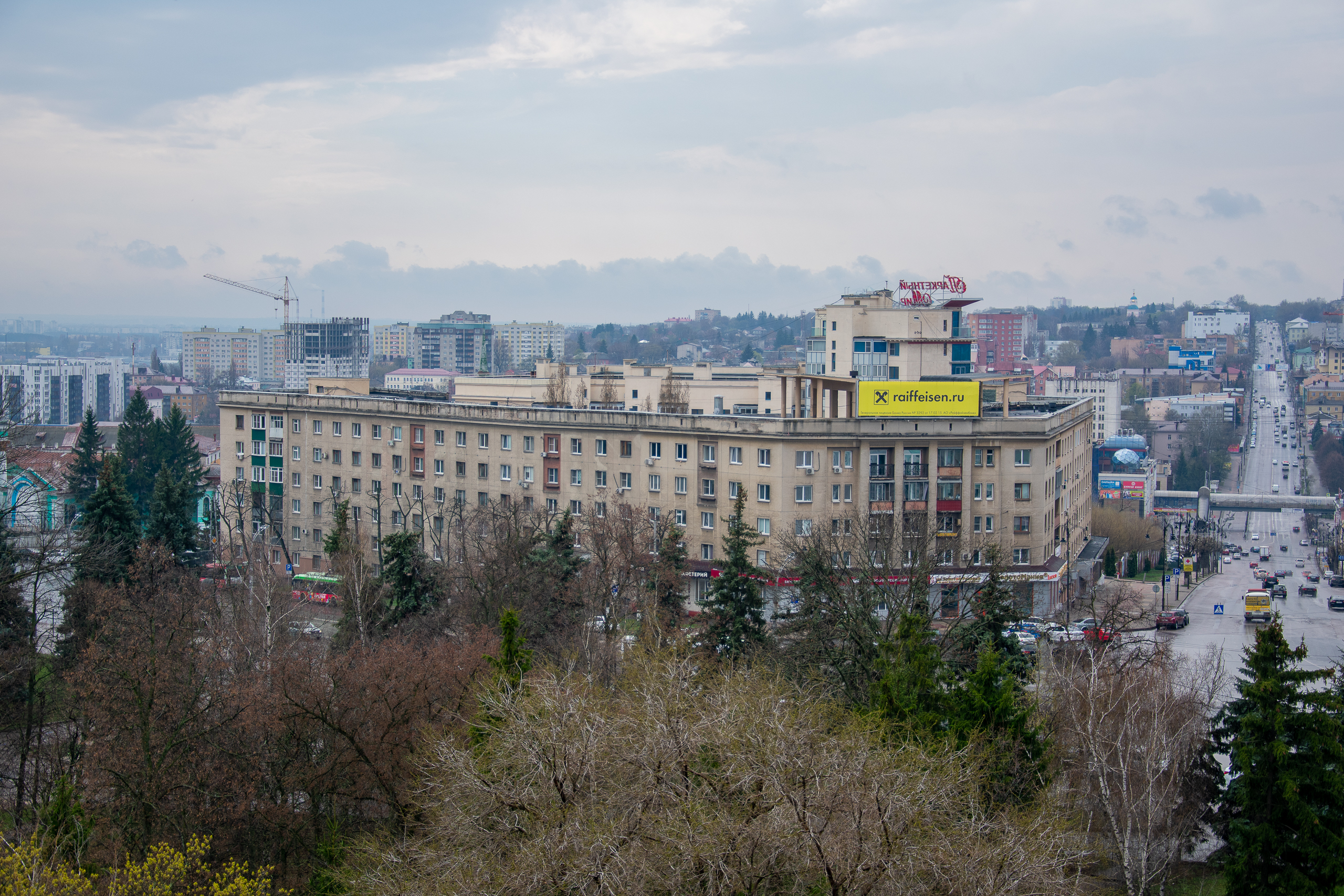
Курск, Красная Площадь, дом 2/4

Шестиэтажный жилой дом 1961 года постройки. Единственное жилое строение на Красной площади. На месте этого дома долгое время был пустырь, на котором время от времени размещали свои шатры гастролировавшие цирки. В 1967—1987 годах здесь располагалось Курское отделение Союза архитекторов, где неоднократно выступал уроженец Курска, народный архитектор СССР Георгий Михайлович Орлов. 1 октября 2001 года на этом здании была открыта мемориальная доска (архитектор B. C. Жидких, скульпторы В. И. Бартенев и С. В. Третьяков).

#### Управление судебных приставов (№ 6)
Построено в 1933 году.

#### Дом связи (№ 8)
Построен в 1960 году по проекту курских архитекторов Д. И. Гаркуши и А. Н. Иванова. До 1930-х годов на этом месте располагались торговые ряды и соляные склады. В 1937 году по проекту архитектора П. И. Лазаренко здесь был построен цирк на 1362 зрительских места. При его строительстве был обнаружен могильник со скелетом человека. Также были найдены: закопчённый жертвенный сосуд, ожерелье, серьги, украшения, относящиеся к древнеязыческой эпохе. За короткий период существования в цирке выступали И. Поддубный, Ю. Дуров, В. Лазаренко, Б. Эдер и другие. Во время немецкой оккупации это здание было разрушено, а его руины были разобраны только в начале 1950-х годов. В ходе строительства Дома Связи изначальный проект несколько упростили — был убран фронтон с острым шпилем. На фасаде здания в марте 1982 года установлены барельеф и мемориальная доска в честь Н. Д. Псурцева, курянина, проработавшего Министром связи с 1948 по 1975 год. Автор барельефа и мемориальной доски — скульптор В. А. Дмитриев. Летом 1998 года у главного входа в Дом связи был установлен полосатый верстовой столб, символизирующий центральную точку Курской области. В настоящее время в здании находятся Центральный почтамт, телеграф, междугородная телефонная станция и другие службы связи.

Цирк в ноябре 1939 года
Руины цирка, 1943 год
Современное здание Главпочтамта

#### Дом Советов (№ 1)
Пятиэтажное здание администрации Курской области (шестиэтажное со стороны улицы Горького) построенное в стиле классицизм. Архитектор — Алексей Григорьевич Шуклин, автор проекта — С. Алмазова. 
10 марта 1939 года был отведён участок под строительство, возведение здания началось летом того же года. Основные работы были завершены к маю 1941 года, можно было приступить к внутренней и внешней отделке здания, но помешала война. В период оккупации города немцами южное крыло здания было сожжено, а сохранившейся части нанесены большие повреждения. После освобождения Курска, осенью 1943 года началось восстановление Дома Советов, который планировалось ввести в эксплуатацию к 1 июля 1944 года. Однако из-за несвоевременного и неполного обеспечения строительными материалами здание было сдано только 7 ноября 1947 года, к Тридцатой годовщине Октябрьской революции. 
В качестве скульптора-соавтора В. А. Дмитриев выполнил работу по лепке, формовке, отливке и установке Государственного Герба СССР на фронтоне Курского Областного Дома Советов, участвовал в лепке и изготовлении всех моделей лепных архитектурных деталей для фасада Дома Советов. 
В советское время в здании размещались областной комитет ВКП(б)—КПСС, областной Совет народных депутатов, областной исполнительный комитет, областной комитет комсомола. Проект курского Дома Советов оказался настолько удачным, что по нему же, с небольшими изменениями, в 1956 году был построен Дом Советов в Красноярске.

Дом Советов в 1943 году
В 1962 году
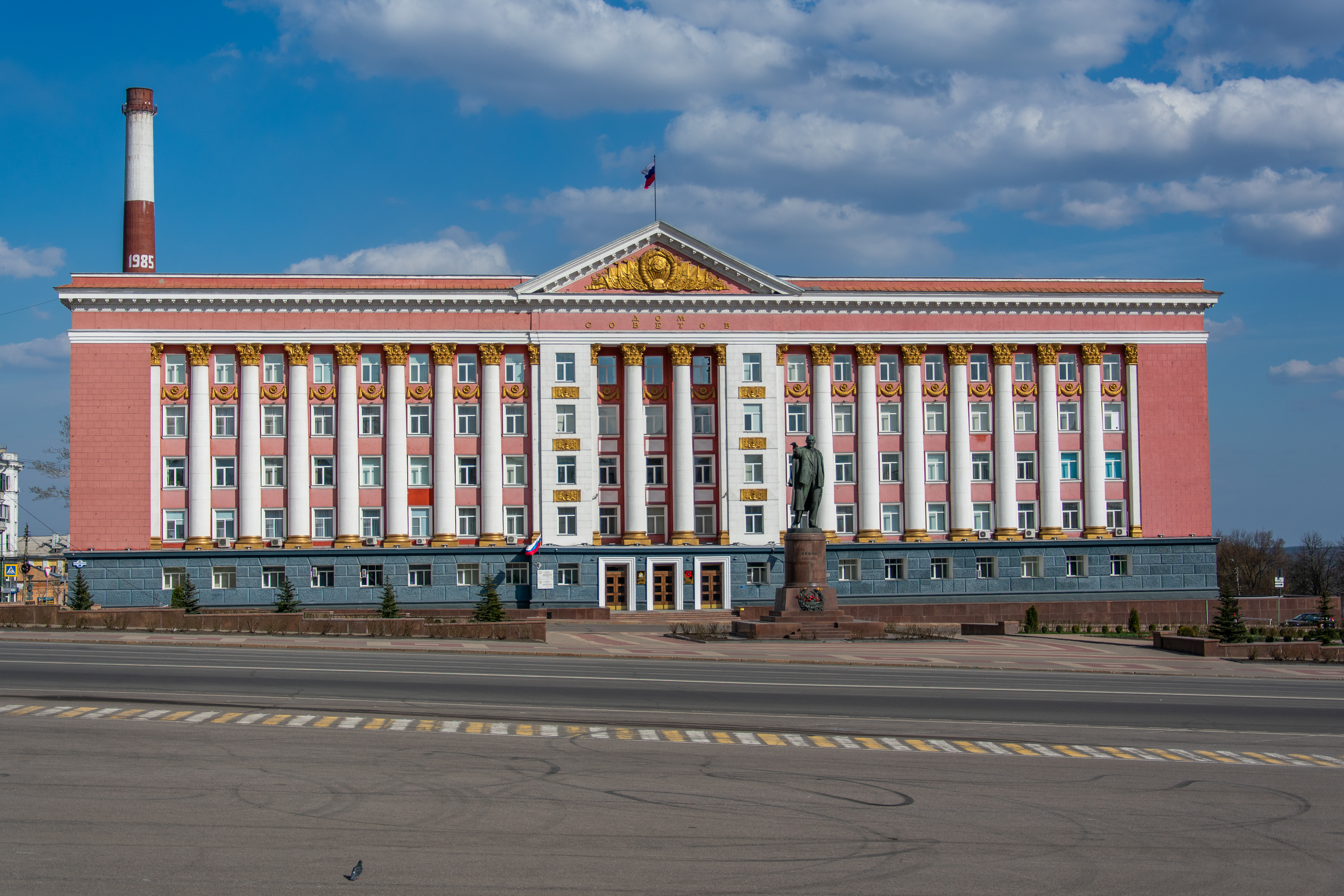
Современный вид

### Памятники

#### В. И. Ленину
Первый памятник Владимиру Ильичу Ленину на этом месте был открыт 1 сентября 1933 года. Автор — скульптор П. П. Яцыно. Монумент был создан на средства трудящихся. Этот памятник был разрушен во время фашистской оккупации. После окончания Великой Отечественной войны его было решено восстановить. Эту работу выполнял народный художник СССР М. Г. Манизер. Летом 1956 года были развернуты строительные работы. Авторы постамента памятника — архитекторы А. П. Великанов и И. Е. Рожин. Планировку и благоустройство сквера вокруг памятника осуществил архитектор С. И. Федоров. Статуя была отлита на ленинградском заводе «Монументскульптура». 5 ноября 1956 года состоялось торжественное открытие памятника.

#### Стела славы Героям-курянам
Открыта 9 мая 1966 года. Авторы: художники-монументалисты Заутренников М. М. и Капустин В. В., архитектор Теплицкий М. Л. На памятнике увековечены фамилии 270 Героев Советского Союза, уроженцев Курской области. В 1967 году в стелу была вложена капсула с письмом к потомкам, которая была вскрыта по завещанию 7 ноября 2017 года. Текст 

#### Памятник Александру Невскому
Установлен в 2000 году рядом с парком имени Первого мая. Автор — уроженец Курской области, скульптор Вячеслав Михайлович Клыков.

Памятник Ленину